# Arcidiecéze Chieti-Vasto
Arcidiecéze Chieti-Vasto (latinsky Archidioecesis Theatina-Vastensis) je římskokatolická metropolitní arcidiecéze v italské oblasti Abruzzo, která tvoří součást Církevní oblasti Abruzzo-Molise.  V jejím čele stojí arcibiskup Bruno Forte, jmenovaný papežem Janem Pavlem II. v roce 2004.

## Stručná historie
Diecéze v Chieti vznikla zřejmě v 6. století, první biskupy máme nesporně doloženy až v 9. století.  Jedním z nejznámějších biskupů byl Gianpietro Caraffa, zakladatel řádu theatinů (nese název po latinském jménu diecéze) a pozdější papež. Roku 1529 byla povýšena na metropolitní arcidiecézi. Roku 1853 z ní byla vyčleněna nově založená diecéze Vasto, kterou trvale spravoval arcibiskup z Chieti. Až v roce 1982 byly obě diecéze aeque principaliter spojeny.